# القصلح
ال قسالاه یک منطقهٔ مسکونی در عربستان سعودی است که در استان مکه واقع شده‌است.